# Mario Carl-Rosa

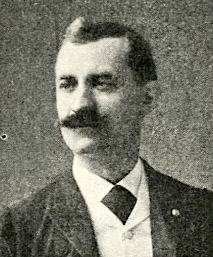
Mario Carl-Rosa

Mario Carl-Rosa (geboren als Raoul Marie Léon Cornilleau; Loudun, 29 oktober 1853 - Garches,  juli 1913) was een Franse kunstschilder.

## Biografie
Carl-Rosa was pas drie jaar toen de zaak van zijn vader failliet verklaard werd en het gezin moest verhuizen uit Loudun. Carl-Rosa verbleef in Parijs maar ook veel in het buitenland, voornamelijk in Engeland. Daar leerde hij zijn echtgenote kennen en nam hij zijn pseudoniem aan, afgeleid van de Duitse-Engelse violist en impresario Carl Rosa.
In 1885 keerde hij definitief terug naar Frankrijk. Hij stichtte in dat jaar een schilderacademie, de Académie des Champs Elysées, die in 1894 al 300 leerlingen telde. Hij schonk twee grote schilderijen aan zijn geboortestad Loudun en in het gemeentehuis werd een zaal met zijn werk geopend.
Car-Rosa stierf in 1913 en werd begraven op de begraafplaats van Montmartre in Parijs.

## Werk
Carl-Rosa was een landschapschilder bekend voor zijn herfstlandschappen.

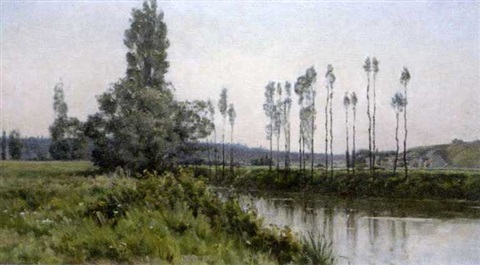
Bras de Seine à Raingport
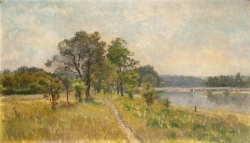
Bords de Seine